# بوغ زيجوتي

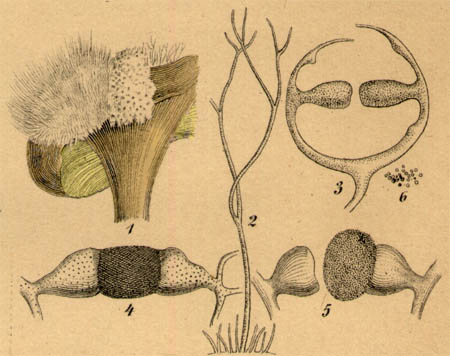

البوغ الزيجوتي أو البوغ اللاقحي أو لاقح أو بوغ لاقح (بالإنجليزية: Zygospore)‏، هي صبغة جينية ثنائية إنجابية في دورة حياة العديد من الفطريات والطلائعيات. تنشأ عن التناسل بين فطرين من الفطريات اللاقحية وبشكل خاص من رتبة العفنيات، وقد يحتوي البوغ الزيجوتي على واحدة أو أكثر من الأنوية ثنائية العدد الكروموسومي، بعد ذلك يكوّن البوغ الزيجوتي ليساعده على تحمل الظروف المعيشية غير الملائمة للنمو.